# Harry Sandahl
Karl Harry Alexius Sandahl, född 24 juli 1902 i Hörja församling i dåvarande Kristianstads län, död 5 januari 1976 i Linköpings Berga församling i Östergötlands län, var en svensk präst och lärare.
Harry Sandahl var son till folkskolläraren Carl Johan Sandahl och Nanny Peterson samt bror till läkaren Dagny Sandahl som var adoptivmor till Dag Sandahl och Olle Sandahl. Efter studentexamen 1921 fortsatte han studera och avlade folkskollärarexamen 1922, kyrkosångarexamen 1923, blev teologie kandidat 1927, prästvigdes 1928, avlade organistexamen 1937, blev teologie licentiat 1944 och teologie doktor i Lund 1946.
Han var folkskollärare och kyrkomusiker i Utvängstorps församling 1923–1929, komministeradjunkt i Nykyrka församling 1928, komminister i Rinna församling 1929 och kyrkoherde i Kristbergs församling 1940. Han blev lektor vid Östersunds högre allmänna läroverk 1947 och vid folkskoleseminariet i Linköping 1953.
Sandahl var ordförande i Förbundet för kristen fostran 1963–1965. Han var författare till Försakelsebegreppet hos Peter Wieselgren (doktorsavhandling 1946) med mera. Han var ledamot av Nordstjärneorden (LNO).
Harry Sandahl gifte sig 1929 med Sigrid Kalén (1900–1985), dotter till lagerföreståndaren Klas Kalén och Selma Uhrström. De fick barnen Gudrun (född 1932), Kerstin (född 1935), Claes-Erik (född 1937) och Lennart (född 1938).